# Feeder
Feeder — валлийская рок-группа, сформированная в Ньюпорте в 1994 году. На их счету 10 альбомов, 12 сборников, четыре ЕР и 40 синглов. Все вместе они держались в чартах более 182 недель. На пике своего коммерческого успеха Feeder оказались в конце 2006 и получили звание одних из самых успешных исполнителей в Великобритании, и в сингловых, и в альбомных чартах. Кроме того, Feeder выиграли две награды фестиваля Kerrang! в 2001 и 2003. Они были включены в Зал Славы Kerrang! Radio 9 августа 2019 года за "Выдающийся вклад в развитие рок-музыки".
Группа была сформирована в 1994, хотя есть более ранний состав под названием "Reel" был сформирован в 1992 вокалистом и гитаристом Грантом Николасом, барабанщиком Джоном Ли и басистом Саймоном Блайтом, тремя из четырех участников Raindancer, после ухода четвертого участника группы Джона Кэнхема. Блайт вскоре покинул Reel, и группа играл со множеством сессионных басистов до того, как нанять Таку Хиросе в 1994 году и переутвердить себя как Feeder. В том же году группа подписала контракт с лейблом The Echo Label.

## Состав группы
- Грант Николас — гитара и вокал (с 1992)
- Така Хирозе — бас-гитара (с 1992)
- Джон Ли — барабанщик (1992—2002†)
- Марк Ричардсон — барабанщик (2002—2010)
- Карл Бразил — барабанщик (с 2010)

## Дискография

### Альбомы
- Polythene (1997)
- Yesterday Went Too Soon (1999)
- Echo Park (2001)
- Comfort in Sound (2002)
- Pushing the Senses (2005)
- Silent Cry (2008)
- Renegades (2010)
- Generation Freakshow (2012)
- All Bright Electric (2016)
- Tallulah (2019)[9]
- Torpedo (2022)

### Мини-альбомы
- Two Colours (1995)
- Swim (1996)
- iTunes Live: London Festival '08 (2008)
- Napster Sessions (2008)
- Seven Sleepers (2009)

### Сборники
- Swim (1996)
- Another Yesterday (2000)
- Picture of Perfect Youth (2004)
- The Singles (2006)
- The Best Of (2017)

## Награды
Главные награды
| Год  | Награда         | Категория             |
| ---- | --------------- | --------------------- |
| 2001 | Kerrang! Awards | Best British Live Act |
| 2003 | Kerrang! Awards | Best British Band     |